# Вахтенный офицер
Вахтенный офицер, или дежурный офицер (англ. officer of the watch, дословно — часовой офицер), — корабельный офицер, назначаемый из офицеров корабля, сдавших зачёты и допущенных приказом командира корабля к самостоятельному несению ходовой (якорной) вахты, исполнитель команд вахтенного начальника, помощник вахтенного начальника, офицер, возглавляющий вахтенную службу на корабле.
Он смотрит за быстрым исполнением работ, за правильным распределением людей по снастям, но сам даёт приказание не иначе как вполголоса или знаками.

## История
Вахтенный офицер в Русском императорском флоте — помощник вахтенного начальника. 
Отвечает за поддержание установленной боевой готовности корабля, внешнюю безопасность корабля, правильное несение корабельной вахтенной службы личным составом. На ходу корабля подчиняется командиру корабля или старшему помощнику, когда последний, замещая командира, находится на главном командном пункте. При стоянке корабля на якоре (бочке, швартовах) подчиняется старшему помощнику командира корабля и вахтенному начальнику. Личный состав корабля, кроме лиц, которым он сам подчинён, обязан исполнять все требования вахтенного офицера.
Служба вахтенного офицера на корабле состояла в несении дежурства на верхней палубе в течение 4 часов. В подчинение вахтенного офицера, входили сигнальщики, дневальные (посыльные) по шкафуту, а в походе ещё прибавлялись марсовые и рулевые.